# Висарион II Коласийски
Висарион II Коласийски е български духовник, който е бил епископ на Кюстендил (Коласия, Баня) около 1690 г.
Висарион II Коласийски се споменава в един родослов от 1712 г., като „Висарион епископ Коласии бивши“, който бил преди Ефрем, „епископ Коласии“. Доколкото обаче е известно, че непосредствено преди Ефрем, коласийски митрополит е бил Данил, видно от надписите в божичката църква от 1700 и 1701 г. и от участието му в църковния събор в Печ през 1709 г., то Висарион II Коласийски е бил кюстендилски митрополит около 1690 г., преди Данил коласийски.